# As-dur

Znaki przykluczowe w tonacji As-dur

As-dur — gama durowa, której toniką jest as. Gama As-dur składa się z dźwięków: as, b, c, des, es, f, g. Tonacja As-dur zawiera cztery bemole.
| Gama As-dur zapisana za pomocą przygodnych znaków chromatycznych | Audio playback is not supported in your browser. You can download the audio file.                                                                                          |
| Gama As-dur zapisana za pomocą znaków przykluczowych             | \relative a'{ \key as \major \override Staff.TimeSignature #'stencil = ##f \cadenzaOn as1 bes c des es f g as \cadenzaOff } \addlyrics { \small { as b c des es f g as } } |

Pokrewną jej molową tonacją równoległą jest f-moll, jednoimienną molową – as-moll.
Trudna do realizacji dla instrumentów smyczkowych, dlatego rzadko wybierana jako tonacja dzieł na instrumenty smyczkowe.
Znane dzieła utrzymane w tonacji As-dur:
- Fryderyk Chopin – Polonez As-dur op. 53 (Heroiczny)
- Johannes Brahms – trzecia część I Symfonii
- Robert Schumann – Karnawał
- Ludwig van Beethoven – druga część Sonaty c-moll Patetycznej, op.13
- Ferenc Liszt – Liebestraum
- Ignacy Feliks Dobrzyński - Koncert Fortepianowy As-dur op. 2 (1824)
- Coldplay – Viva La Vida